# Gustav Gassner
Johann Gustav Gassner, teilweise auch Gaßner (* 17. Januar 1881 in Berlin; † 5. Februar 1955 in Lüneburg) war ein deutscher Botaniker und Phytomediziner. Sein offizielles botanisches Autorenkürzel lautet „Gassner“.

## Leben
Gassner stammte aus einer Salzburger Emigrantenfamilie. Sein Vater war der Rechnungsrat Georg Gassner, seine Mutter Luise Voigt. Er besuchte das Friedrichs-Gymnasium in Berlin und studierte dann von 1899 bis 1905 in Halle und Berlin zunächst zwei Semester Theologie, vier Semester Elektrotechnik und schließlich Botanik und Naturwissenschaften. 1905 arbeitete er als Assistent an der Landwirtschaftlichen Hochschule Berlin. Hier promovierte er 1906 und begann dann als wissenschaftlicher Hilfsarbeiter mit Arbeiten über Getreide-Mykosen an der Biologischen Reichsanstalt für Land- und Forstwirtschaft in Berlin-Dahlem. 1907 wurde er Professor für Botanik und Phytopathologie an der Staatlichen Universität von Montevideo, Uruguay. 1910 kehrte er nach Deutschland zurück und heiratete Lili Fassier-Farnkopf, mit der er später fünf gemeinsame Kinder hat, vier Söhne und eine Tochter.
Zunächst arbeitete er als wissenschaftlicher Hilfsarbeiter am Botanischen Staatsinstitut Hamburg. Ab 1911 unterrichtete er an der Universität Kiel, wo er 1912 auch habilitierte. Von 1911 bis 1913 war er in Kiel auch als Privatdozent tätig. Es schloss sich von 1913 bis 1915 eine Tätigkeit als Privatdozent in Rostock an. 1915 wurde er Assistent eines Professors an der Universität Rostock. In Rostock hatte er bis 1917 eine außerordentliche Professur inne. Im Ersten Weltkrieg war Gassner Vorstand eines bakteriologischen Labors der deutschen Armee. 1917 wurde Gassner schließlich außerordentlicher Professor für Botanik an der Technischen Hochschule Braunschweig. 1921 übernahm er dann eine ordentliche Professur und leitete das Botanische Institut und den Botanischen Garten. 1926 übernahm er auch die Leitung der neu gegründeten Botanischen Forschungsanstalt und wurde Präsident der Deutschen Botanischen Gesellschaft, seit 1931 war er Mitglied der Deutschen Akademie der Naturforscher–Leopoldina. Er gehörte der Deutschnationalen Volkspartei (DNVP) an.
1932 wurde er zum Rektor der TH Braunschweig gewählt. Er geriet jedoch bald darauf mit den Nationalsozialisten in Konflikt, da er sich gegen deren massive Eingriffe in die akademische Selbstverwaltung wehrte. Seine Situation verschärfte sich 1933 sehr und er trat zurück. Am 1. April 1933 wurde er unter dem Vorwand, „vorbereitend an hochverräterischen Unternehmungen mitgewirkt zu haben“, verhaftet. Nach seiner Entlassung im September emigrierte Gassner in die Türkei. In Ankara war er ab 1935 als Sachverständiger des türkischen Landwirtschaftsministeriums und Gartendirektor des türkischen Pflanzenschutzdienstes tätig. 1939 kehrte er nach Deutschland zurück und arbeitete als Leiter der biologischen Forschungsinstituts der Fahlberg-List AG in Magdeburg. Hier wirkte er im Bereich der Entwicklung und Erprobung von Pflanzenschutzmitteln. Wichtigstes Arbeitsfeld war dabei Germisan, ein Mittel zur Beizung von Saatgut auf der Basis organischer Quecksilber-Verbindungen. Nachdem am 2. Dezember 1933 Erwin Baur in seinem Amt als Direktor das Kaiser-Wilhelm-Instituts für Züchtungsforschung gestorben war, wurde Gassner „inoffiziell“ von der Kaiser-Wilhelm-Gesellschaft als Nachfolger Baurs vorgeschlagen. Dies wurde von den zuständigen Ministerien jedoch abgelehnt.
1945 übernahm er wieder eine ordentliche Professur und das Rektorenamt in Braunschweig. Rektor blieb er bis 1948. Von 1946 bis 1948 war Gassner einer der Vorsitzenden der Hochschulrektorenkonferenz. Des Weiteren wurde er 1946 als ordentliches Mitglied in die Braunschweigische Wissenschaftliche Gesellschaft aufgenommen. 1949 wurde er in den Deutschen Forschungsrat berufen, ein Vorläufer der Deutschen Forschungsgemeinschaft. Maßgeblich war sein Anteil beim Aufbau der Braunschweiger Forschungsanstalten (Biologische Bundesanstalt und Bundesforschungsanstalt für Landwirtschaft). 1951 erfolgte seine Emeritierung, bis 1955 setzte er seine Vorlesungstätigkeit fort.

## Ehrungen
Die Universität Göttingen verlieh ihm 1951 die Ehrendoktorwürde und er wurde, anlässlich seines 70. Geburtstages, zum Ehrensenator der TH Braunschweig ernannt. Bereits 1936 hatte ihm die Hochschule in Montevideo die Ehrendoktorwürde verliehen. Im Jahr 1951 wurde ihm die Große Bronzeplakette des Ministeriums für Landwirtschaft und Forsten Nordrhein-Westfalen überreicht. 1952 verlieh ihm Bundespräsident Theodor Heuss das Große Verdienstkreuz des Verdienstordens der Bundesrepublik für seine besonderen Leistungen auf dem Gebiete des Pflanzenschutzes und zum Wohle der Landwirtschaft.

## Wissenschaftliche Schwerpunkte
Gassners wissenschaftliche Verdienste liegen im Gebiet der Phytopathologie und der angewandten Biologie. Er untersuchte Brandpilze und Brandkrankheiten der Getreidearten. Daneben war die Physiologie und Ökologie der Rostpilze ein weiterer Schwerpunkt seiner Arbeit. Darüber hinaus sind die zahlreichen Aufsätze zur Keimungsphysiologie zu nennen. Entscheidend verbesserte er die Methoden der Saatgutbeizung. Wegweisend für die Vernalisationsforschung wurden seine Arbeiten über die Entwicklungsbedingungen der Getreidearten.

## Schriften
Insgesamt liegen rund 200 Veröffentlichungen von Gassner vor. Neben zahlreichen Aufsätzen in Zeitschriften schrieb er das Buch Mikroskopische Untersuchung pflanzlicher Nahrungs- und Genussmittel, das zuerst 1931 publiziert wurde. Es wurde mehrfach aufgelegt und auch nach seinem Tod weitergeführt. Die 6. Auflage von 2007 hat Berthold Hohmann herausgegeben und trägt den Titel Mikroskopische Untersuchung pflanzlicher Lebensmittel und Futtermittel: Der Gassner. ISBN 3-89947-256-X.; zuletzt wurde dieser Band 2018 neu veröffentlicht.